# Association sportive et culturelle Abeilles de M'tsamboro
| \| Mtsamboro \| Le club est basé à Mtsamboro. |
| Mtsamboro                                     |

L'Association Sportive et Culturelle Abeilles de M'tsamboro est un club de football français situé à Mtsamboro, sur l’île de Mayotte.
Le club joue ses matchs à domicile au Stade de M'tsamboro, doté de 500 places.

## Historique
Bien que le club soit l'un des plus anciens de Mayotte, il a fallu attendre une vingtaine d'années plus tard pour qu'ils remportent leur premiers titres. C'est en 2011 avec la Coupe Régionale de France et le championnat de Mayotte. Lors du 7e tour de la Coupe de France en 2011, ils s'inclinent 6-0 face à l'Union sportive raonnaise

### Parcours international
En 2012 après mûre réflexion, ils participent à la Coupe des clubs champions de l'océan Indien. Les abeilles s'inclinent lourdement 8-0 contre le CNAPS Sport à Madagascar puis 2-0 contre le club comorien de Fomboni FC lors du premier tour de cette Coupe des Clubs Champions

## Palmarès
| Équipe principale                                                                        | Équipes réserves | Équipes féminines                                            |
| ---------------------------------------------------------------------------------------- | ---------------- | ------------------------------------------------------------ |
| - Régional 1 (1) - Champion en 2011 - Coupe régionale de Mayotte (1) - Vainqueur en 2011 |                  | - Championnat Féminin Régional 2 - Coupe de Mayotte Féminine |